# Девет дана
Девет дана је деветнаести студијски албум певачице Снежане Ђуришић. Објављен је 1998. године у издању дискографске куће ЗАМ. 

## Песме на албуму
| Бр. | Песма                         | Музика                  | Текст                   | Аранжман             |
| --- | ----------------------------- | ----------------------- | ----------------------- | -------------------- |
| 1.  | Девет дана                    | Саша Поповић            | Даре Димовски           | Душан Симовић        |
| 2.  | Још те има у мом срцу         | Саша Поповић            | Миладин Богосављевић    | Душан Симовић        |
| 3.  | Слика                         | Пилош                   | Пилош                   | Драган Ћирковић Ћира |
| 4.  | Због тебе                     | Раде Крстић             | Драган Јовановић        | Душан Симовић        |
| 5.  | Кајеш ли се                   | Миша Мијатовић          | Стева Симеуновић        | Душан Симовић        |
| 6.  | Живот је кратак               | Душан Симовић           | Снежана Малданер        | Душан Симовић        |
| 7.  | Санак ме мори                 | народна                 | народни                 | Душан Симовић        |
| 8.  | Ко си ти у ствари             | Саша Поповић            | Миладин Богосављевић    | Душан Симовић        |
| 9.  | Срце циганско                 | Пилош                   | Пилош                   | Драган Ћирковић Ћира |
| 10. | Свака птица своју песму пева  | Раде Крстић             | Мирјана Буковчић Тришић | Душан Симовић        |
| 11. | Носите ме луди снови          | Зоран Старчевић         | Дарко Поповић           | Душан Симовић        |
| 12. | Много си ме разочарао         | Саша Поповић            | Миладин Богосављевић    | Душан Симовић        |
| 13. | Ћуд је женска смијешна работа | Недељко Билкић          | Бранко Милошевић        | Душан Симовић        |
| 14. | Хармонико моја                | Милутин Мића Стојановић | Милутин Мића Стојановић | Душан Симовић        |

## Информације о албуму
- Студио: Music Factory
- Тон мајстор: Александра Стојановић
- Постпродукција: Томислав Милаковић
- Хармонике: Аца Пауновић, Слободан Гвозденовић, Душан Симовић, Томица Миљић
- Кларинет и саксофон: Ивица Мит
- Гитаре: Бора Вишњички
- Виолине: Перица Васић
- Тарабука: Јане Јонузовић
- Бас: Томислав Милаковић